# 大花马齿苋
大花马齿苋（学名：Portulaca grandiflora），別稱半支莲、松叶牡丹、龙须牡丹、金丝杜鹃、洋马齿苋、太阳花、午时花、乞丐碗，是马齿苋科马齿苋属的植物。分布于阿根廷、巴西南部、乌拉圭以及中国大陆江蘇、江西、福建等地，常生于逸生，原产於南美洲，可播种或扦插繁殖。
种名grandiflora意为“大花的”。

## 特征
株高小于30厘米，植株矮小，但生长迅速，一年生。叶厚，肉质，长2.5厘米，互生或丛生。花直径2.5－5厘米，5瓣。大花馬齒莧為兩性花，單花生命短暫約二至四天，但整個花期長，且極少病蟲害。喜歡充足的陽光。花瓣有單瓣與複瓣。顏色多樣，且有單色與複色不同品種。
大花马齿苋花色繁多，花形优美，适于布置花坛和作为街边行道植物。大花马齿苋俗称“死不了”，因为其生命力极其顽强，即使根茎折断，严重失水时，也可扦插成活。

## 用途
根據中文相關描述，大花馬齒莧全株幼嫩部份均可食用，多用於熱炒，亦可生食。

## 圖片

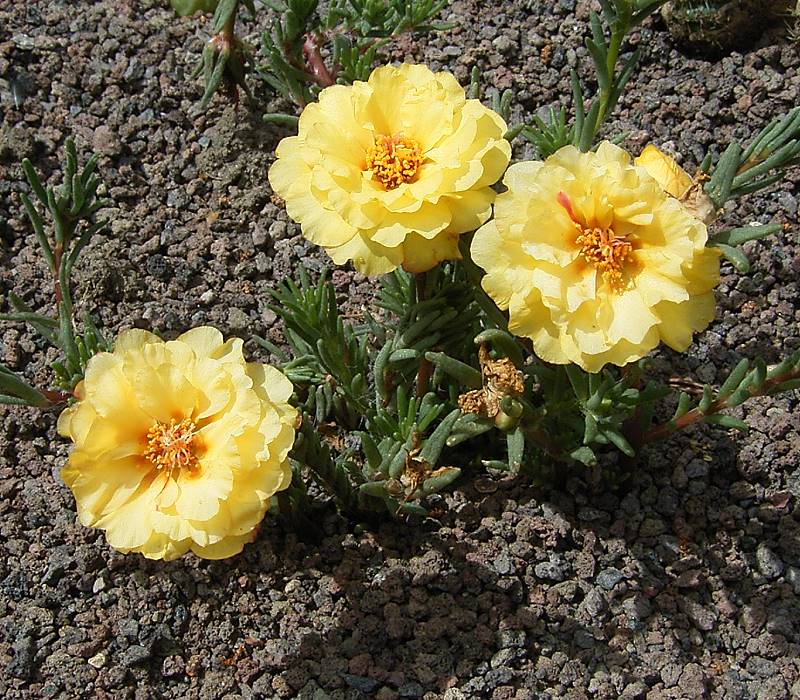
重瓣的半支莲
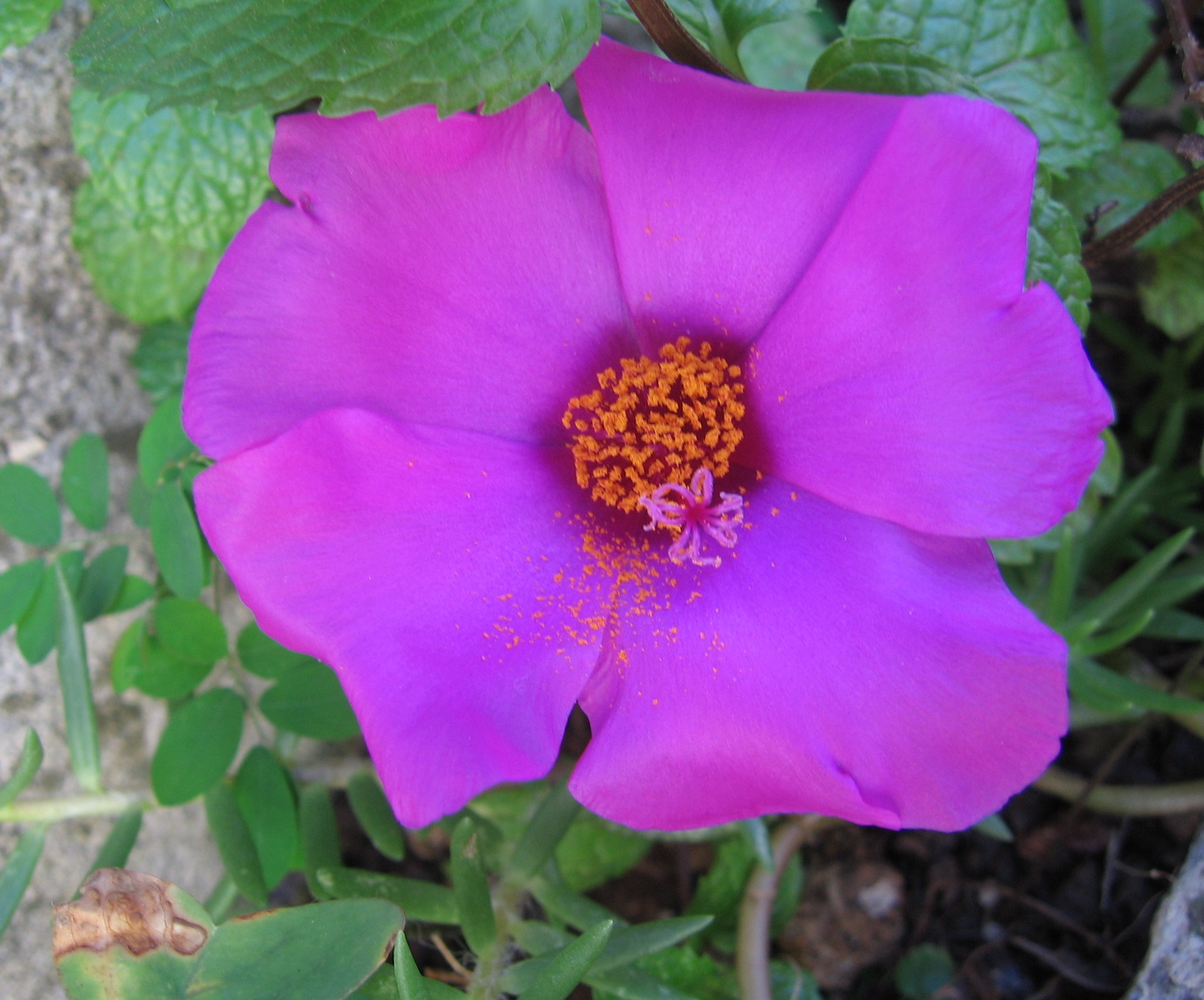
原产地巴西的原生大花马齿苋
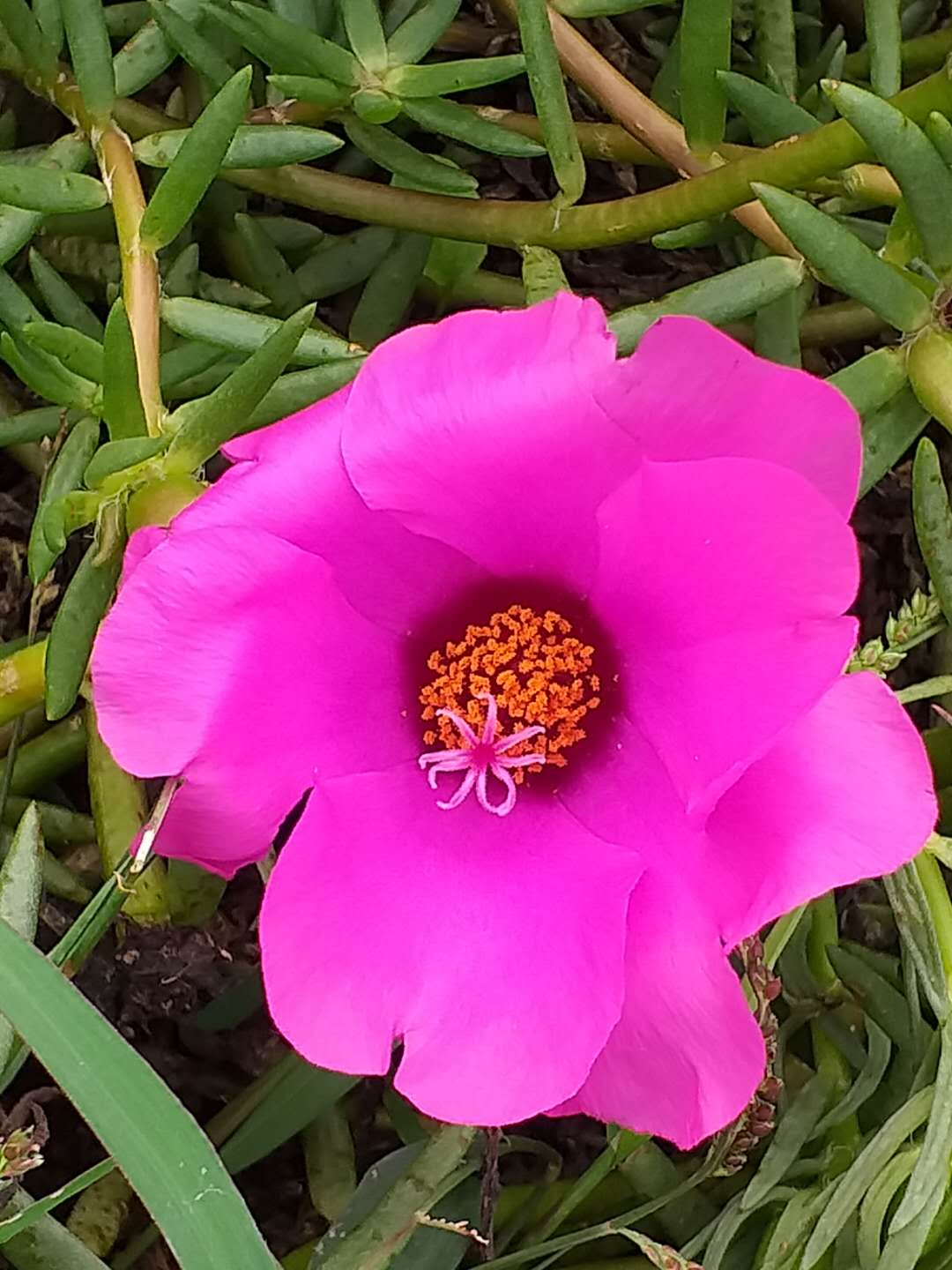
2018台中花博，台灣
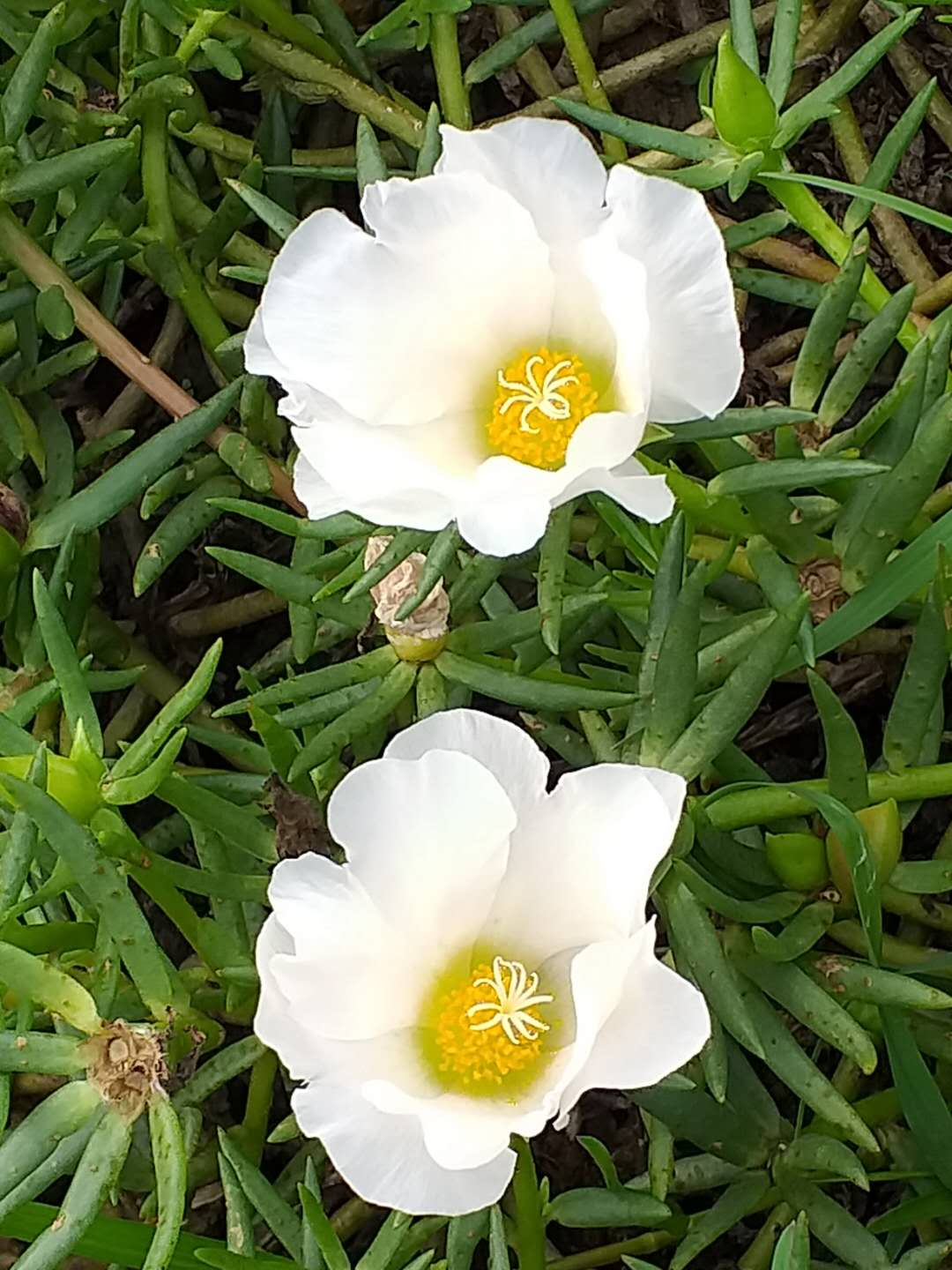
2018台中花博，台灣
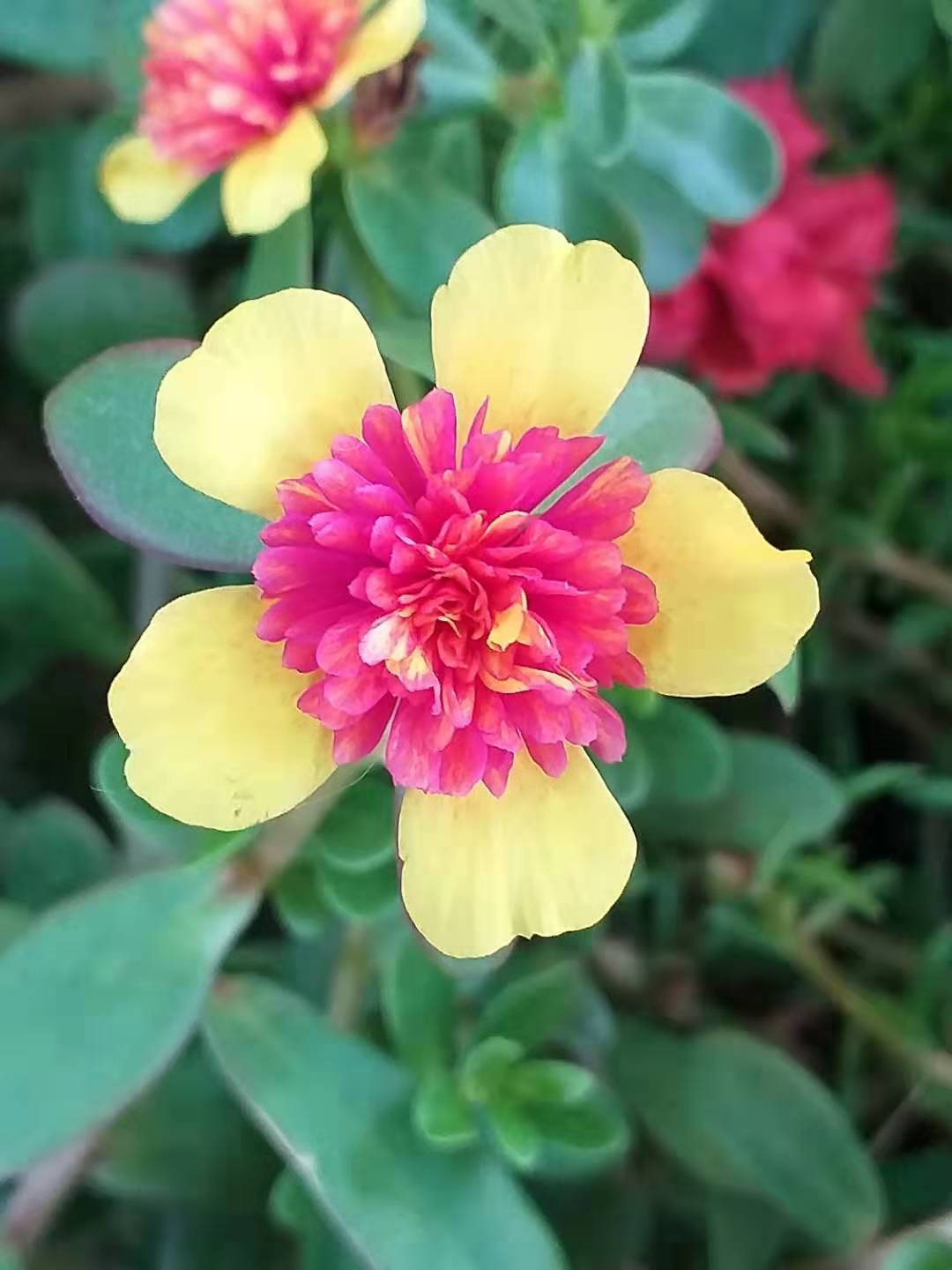
「灰姑娘」重瓣馬齒牡丹。Portulaca 'Fairytales Cinderella'
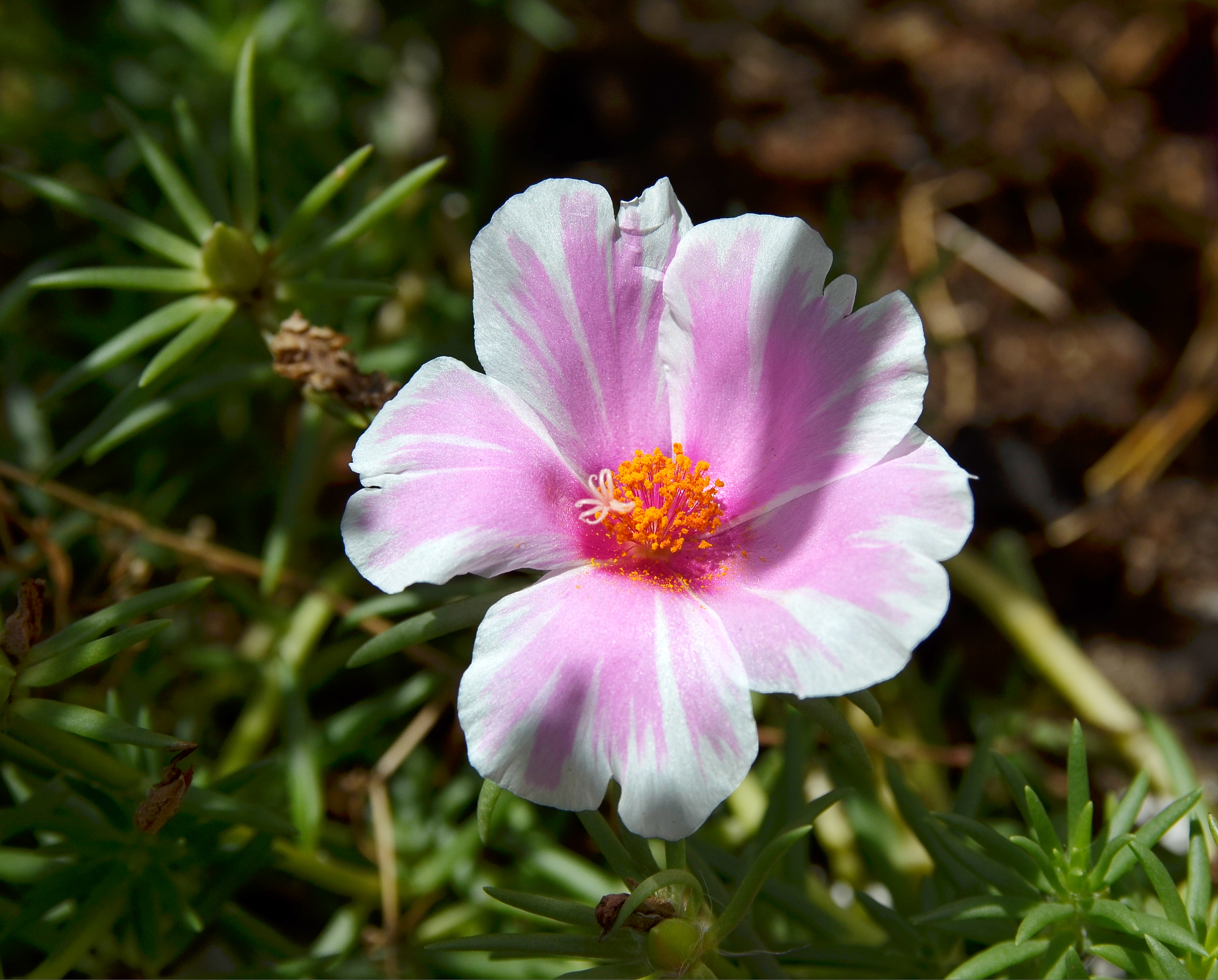
Portulaca grandiflora Bicolour